# Leucon parasiphonatus
Leucon parasiphonatus är en kräftdjursart som beskrevs av Ute Mühlenhardt-Siegel 1994. Leucon parasiphonatus ingår i släktet Leucon och familjen Leuconidae. Inga underarter finns listade i Catalogue of Life.